# Teodora (filha de Eustólio)
Teodora (em latim: Theodora) foi uma cortesã romana do século IV. Era filha do homem claríssimo (vir clarissimus) Eustólio e teria falecido em 380.